# Elecciones provinciales de Catamarca de 1961
Las elecciones generales de la provincia de Catamarca de 1961 tuvieron lugar el domingo 17 de diciembre de 1961, en desfase con las elecciones legislativas de marzo de 1962, pero al mismo tiempo que las elecciones provinciales de Santa Fe y San Luis. Fueron las duodécimas elecciones provinciales catamarqueñas desde la instauración del sufragio secreto, así como las segundas desde el golpe de Estado de septiembre de 1955, que derrocó al gobierno constitucional de Juan Domingo Perón y proscribió al peronismo. Los comicios tuvieron lugar durante la proscripción del peronismo. Sin embargo, el gobierno del presidente Arturo Frondizi había retirado parcialmente la proscripción, permitiendo que se presentaran candidatos de partidos peronistas en las elecciones legislativas y provinciales.
El gobernador peronista antes del golpe, Armando Casas Nóblega, se presentó como candidato del Partido Populista (PP), debiendo enfrentar a Ricardo Herrera, de la Unión Cívica Radical Intransigente (UCRI), gobernante tanto de la provincia como del país, a Horacio Pernasetti, de la Unión Cívica Radical del Pueblo (UCRP), y a otros candidatos menores, Armando Raúl Bazán, del Partido Demócrata Cristiano (PDC); y José Miguel Moreta, del Partido Socialista (PS). El gobernador saliente, Juan Manuel Salas, no podía presentarse a la reelección por encontrarse esta prohibida por la constitución provincial.
La elección resultó en un amplio triunfo para Herrera, que logró el 41.45% de las preferencias y 20 de los 33 escaños en el Colegio Electoral Provincial. Casas Nóblega, que había logrado más de tres cuartos de los votos en las elecciones de 1951, obtuvo solo el 28.44% y 11 electores, ubicándose en segundo puesto. Pernasetti quedó tercero, con el 17.94% y los 2 electores restantes. Los demás candidatos no obtuvieron representación. La participación fue del 85.50% del electorado registrado. Herrera no pudo asumir su cargo ya que la provincia fue intervenida con el golpe de Estado del 29 de marzo de 1962, que derrocó al gobierno de Frondizi y anuló las elecciones.